# Acquedotto pugliese
L'acquedotto pugliese è l'infrastruttura pubblica di approvvigionamento idrico-potabile della regione Puglia e di alcuni comuni della Campania.

## Storia

### Costruzione del canale principale

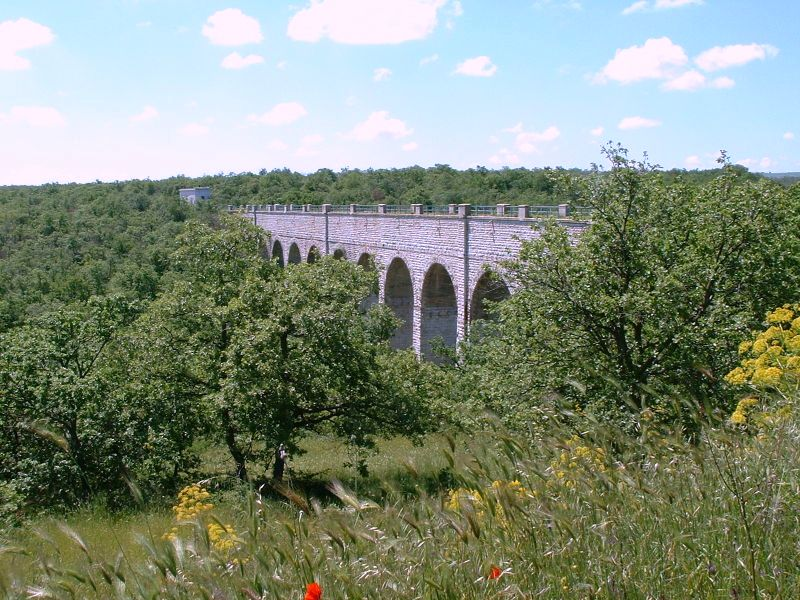
Un tratto dell'acquedotto pugliese che attraversa una lama dell'Alta Murgia in agro di Ruvo di Puglia

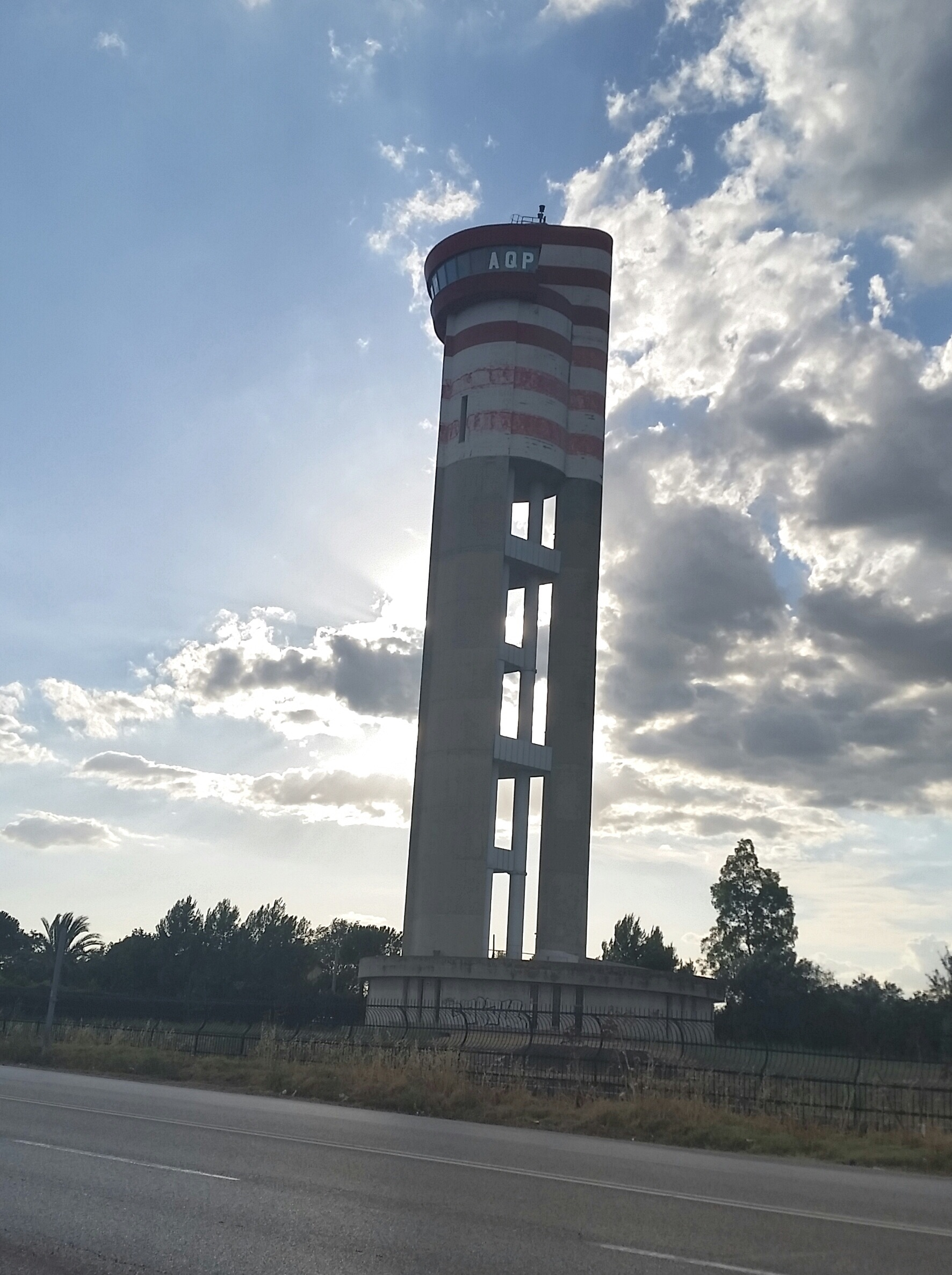
Torre-serbatoio AQP, denominata Guiducci, alle porte di Foggia e parte dell'acquedotto del Fortore.

L'acquedotto pugliese è costituito da un complesso di infrastrutture acquedottistiche tra loro interconnesse.
La prima importante realizzazione, che tuttora rappresenta la spina dorsale dell'intero sistema acquedottistico pugliese, è il canale principale, alimentato dalle acque del Sele e, a partire dal 1970, anche da quelle del Calore Irpino.
La sua costruzione, fortemente voluta, tra gli altri, da Antonio Jatta, fu avviata nel 1906, con l'intento di risolvere il millenario problema della penuria d'acqua nella regione: già Orazio descriveva la Puglia come terra assetata: siderum insedit vapor siticulosae Apuliae (arriva alle stelle l'afa della Puglia sitibonda).
Infatti, non essendo il sottosuolo pugliese ricco di acqua facilmente estraibile, da sempre veniva adoperata l'acqua piovana raccolta in cisterne, che non garantivano quantità sufficienti e la necessaria prevenzione da epidemie.
L'opera venne caldeggiata da alcuni deputati pugliesi che ottennero la creazione dapprima di una commissione di studio cui seguì il finanziamento e l'affidamento dei lavori in concessione, a seguito di una gara internazionale.
La realizzazione dell'opera fu possibile grazie all'utilizzo di ingenti mezzi finanziari (125 milioni di lire dell'epoca) e materiali, per cui non mancò chi ebbe a pronosticare l'irrealizzabilità della stessa.
La galleria di valico dell'Appennino, da Caposele a Conza fu ultimata nell'anno 1914. Essa ha il nome di Galleria Pavoncelli. La sua lunghezza, al momento della costruzione era di 12 750 m (allora superata per lunghezza solo dal Frejus, Gottardo e Sempione). Nello stesso anno 1914 furono già alimentati con la sua acqua alcuni paesi della Puglia. Dapprima convogliò le acque del Sele; in seguito riuscì a convogliare dentro di sé anche i 2 000 L/s delle acque del Calore per una portata complessiva di 6 500 L/s.
A Bari la prima fontana fu inaugurata in Piazza Umberto I il 24 aprile 1915, pochi giorni prima dello scoppio del primo conflitto mondiale. Solo verso la fine del conflitto i lavori ripresero per completare alcuni tratti urbani, e l'acquedotto raggiunse le zone di Brindisi, Taranto, Lecce e, con la realizzazione della diramazione primaria per la Capitanata, anche Foggia.
Nel primo dopoguerra, e successivamente durante il fascismo, furono realizzati altri tronchi a servizio di zone non ancora raggiunte dall'acquedotto, costruite fontane d'approvvigionamento in ogni città e paese, costruita una fitta rete capillare di tubazioni per cercare di raggiungere ogni centro abitato. Tra i principali tronchi realizzati tra le due guerre, il principale è denominato Grande Sifone Leccese e costituisce il prolungamento del canale principale fino alla cascata monumentale di Leuca che termina nel mare, utilizzata occasionalmente come scarico terminale della grande opera acquedottistica, è realizzata ai piedi del santuario di Santa Maria di Leuca, ultima propaggine del Salento. L'opera terminale fu inaugurata poco prima dell'inizio della seconda guerra mondiale dallo stesso Benito Mussolini, che volle personalmente la costruzione della cascata monumentale. Per l'occasione, lo stesso Mussolini donò la colonna romana installata di fronte a essa a sancire la fine di una delle più grandi opere di ingegneria idraulica del mondo, come monito delle vittorie dell'uomo che col suo duro lavoro ha portato l'acqua in una terra arida, quale era la Puglia prima dell'Acquedotto.
Ai piedi della cascata monumentale, di fronte alla colonna romana, fu collocata (per imposizione del governo fascista) una lastra con incisa la sagoma della Regione Puglia e i tratti principali percorsi dall'acquedotto pugliese con una serie di dati su portata e lunghezza complessiva dell'opera. Sono stati tuttavia asportati, nel secondo dopoguerra, i simboli e i riferimenti al fascismo un tempo presenti sulla targa, essendo stata usata l'opera come un mezzo di propaganda del regime fascista.

## Principali fonti di approvvigionamento idrico-potabile

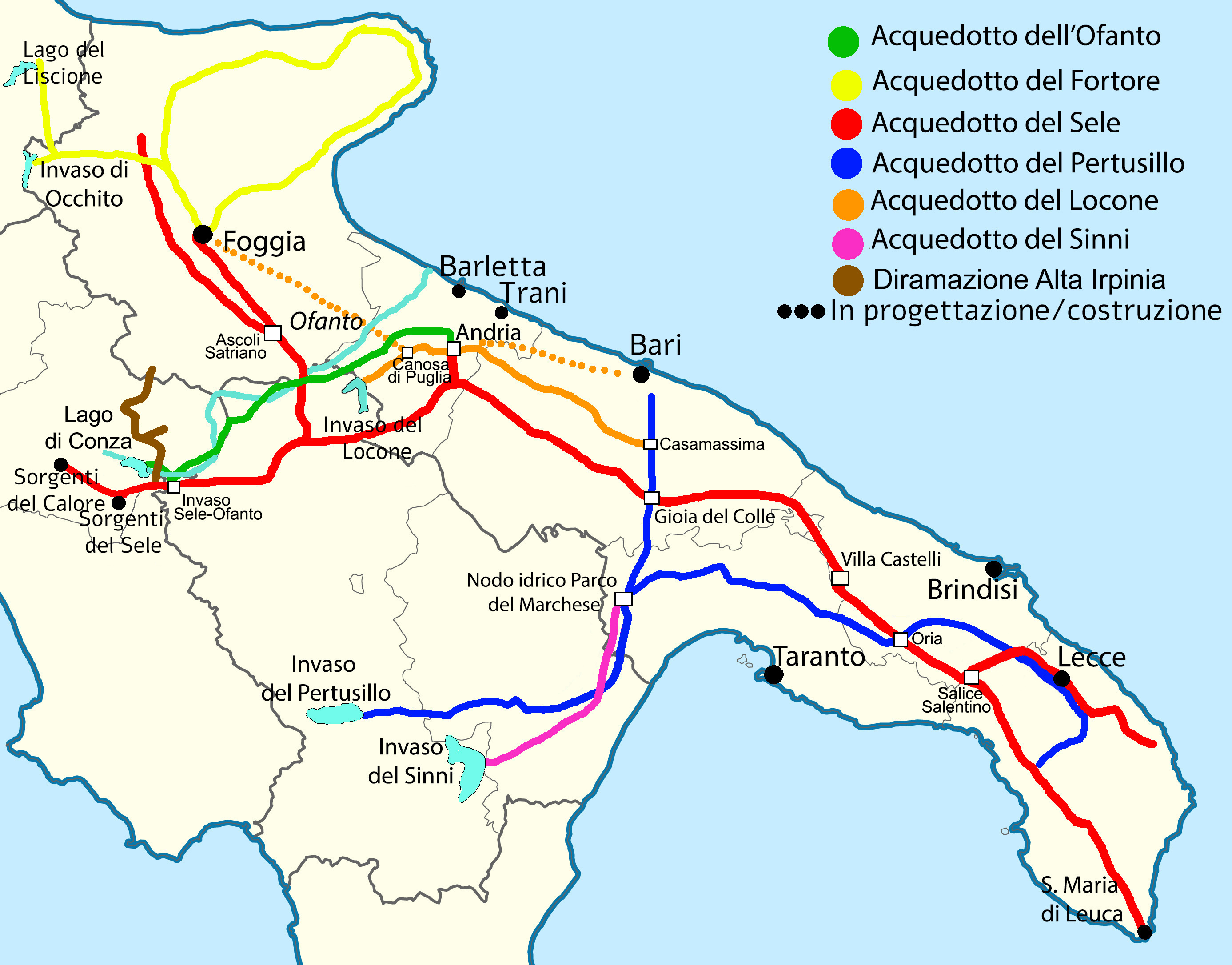
Planimetria dell’acquedotto

Le principali sorgenti di approvvigionamento si trovano tra la Campania e la Basilicata, il maggior numero delle quali nella provincia di Avellino.
Le principali fonti di approvvigionamento idrico della Puglia sono:
- le sorgenti della Madonna della Sanità (portata pari a 4 000 L/s) del fiume Sele, le cui opere di captazione sono ubicate nell'abitato di Caposele (AV);
- le sorgenti del fiume Calore Irpino denominate Peschiera, Pollentina, Prete e Bagno della Regina, site nel territorio dei comuni di Cassano Irpino e Montella (AV);
- l'invaso artificiale di Occhito sul fiume Fortore: la cui diga, realizzata in materiali sciolti, è ubicata in agro di Carlantino (FG), al confine tra le regioni Molise e Puglia, e le cui acque sono potabilizzate in località Masseria Finocchito in agro di Castelnuovo della Daunia (FG);
- l'invaso artificiale del Pertusillo sul fiume Agri: la cui diga è ubicata a Pietra del Pertusillo di Montemurro (PZ) e le cui acque sono potabilizzate nell'impianto ubicato in agro di Missanello (PZ);
- l'invaso artificiale di Senise su fiume Sinni: la cui diga è ubicata a monte Cotugno e le cui acque sono potabilizzate nell'impianto ubicato in località Masseria del Panettiere in agro di Laterza (TA);
- l'invaso artificiale di Conza sul fiume Ofanto: la cui diga è ubicata a Conza della Campania (AV) e le cui acque vengono potabilizzate in località Cicciogallo nel Comune di Conza della Campania.
- l'invaso artificiale del Lago Locone sul torrente omonimo, la cui diga è ubicata in agro di Minervino Murge (BT) e le cui acque sono potabilizzate nell'impianto ubicato in contrada Lamalunga, sempre in agro di Minervino Murge;
- la falda sotterranea: gran parte della Puglia è caratterizzata geologicamente dal fenomeno del carsismo. Conseguentemente, nella quasi totalità del territorio regionale si riscontra l'assenza di corsi d'acqua superficiali, mentre è generalmente presente una buona falda idrica, che però deve essere salvaguardata nel futuro dal pericolo di salinizzazione dovuta all'intrusione marina per l'eccessivo ed incontrollato emungimento degli ultimi decenni a scopi irrigui e potabili mediante migliaia di pozzi privati. La falda sotterranea rappresenta un'importante riserva idrica per la Puglia e l'attingimento da parte di AQP SpA avviene attraverso circa duecento pozzi, dislocati su tutto il territorio regionale.

## L'acquedotto del Sele - Calore

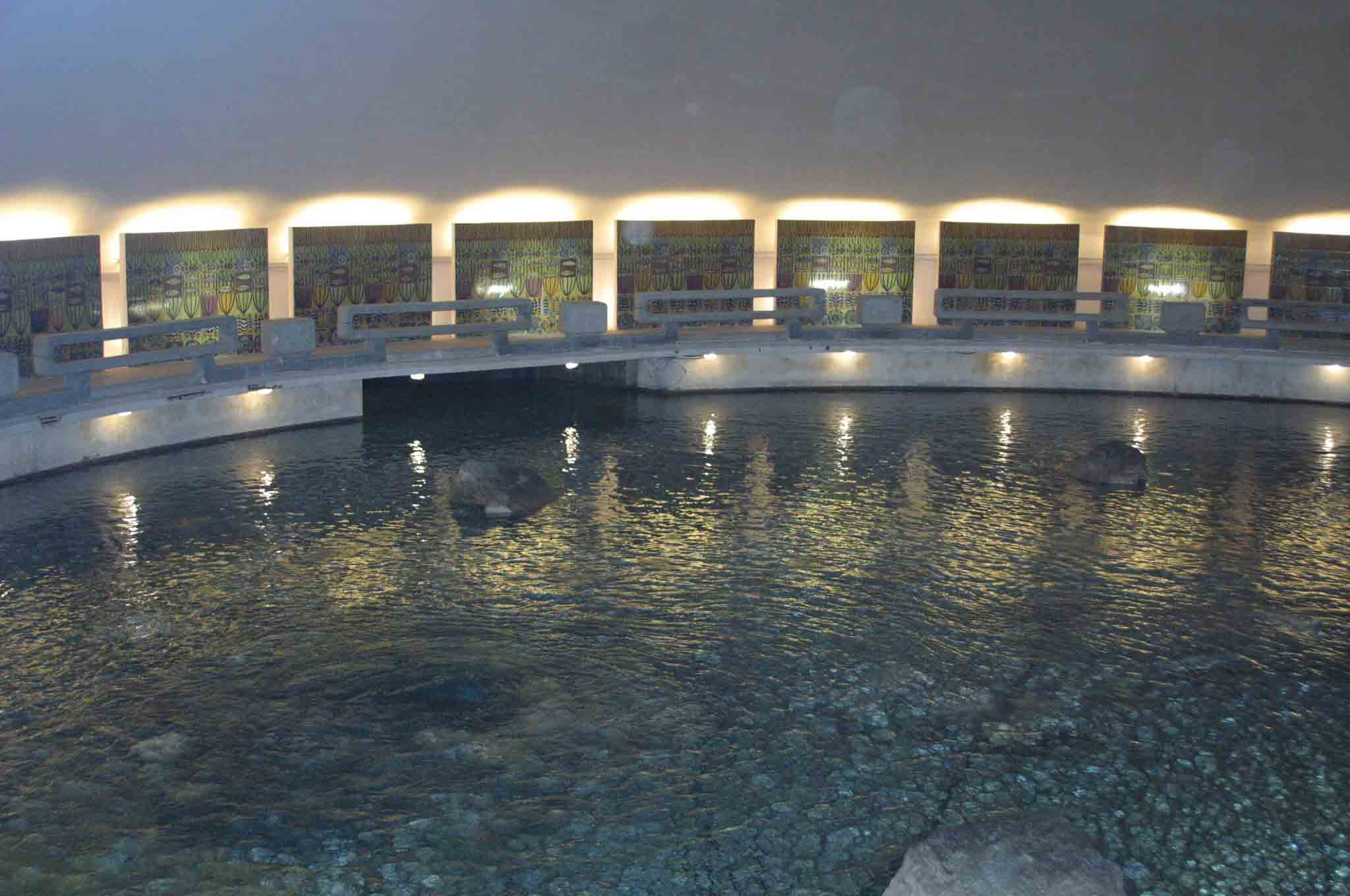
La sorgente Pollentina.

L'acquedotto del Sele era inizialmente alimentato dalle sole sorgenti del fiume omonimo. Solo successivamente, attraverso la galleria di valico Cassano Irpino-Caposele, tale acquedotto riceve anche l'apporto idrico delle sorgenti del Calore Irpino.
Il canale principale ha origine presso Caposele (AV), ha funzionamento a pelo libero ed è stato realizzato quasi interamente in muratura, con sezione chiusa di forma geometrica varia a seconda dei terreni attraversati (policentrica, circolare, ecc.). Il canale principale attraversa le province di Avellino, Potenza, Foggia, Bari e Brindisi e ha una lunghezza complessiva di circa 250 km. Agli inizi del XX secolo tra Caposele e Conza è stata costruita la galleria Pavoncelli, con una lunghezza 13,5 km e che prende il nome da Giuseppe Pavoncelli. Le diramazioni che si dipartono dal canale principale sono 27. Le principali sono:
- la diramazione dell'Alta Irpinia, a servizio di diversi comuni irpini e della Daunia meridionale;
- la diramazione primaria della Capitanata che nello schema originario serviva l'abitato di Foggia, e diversi comuni della Capitanata e del litorale Garganico.

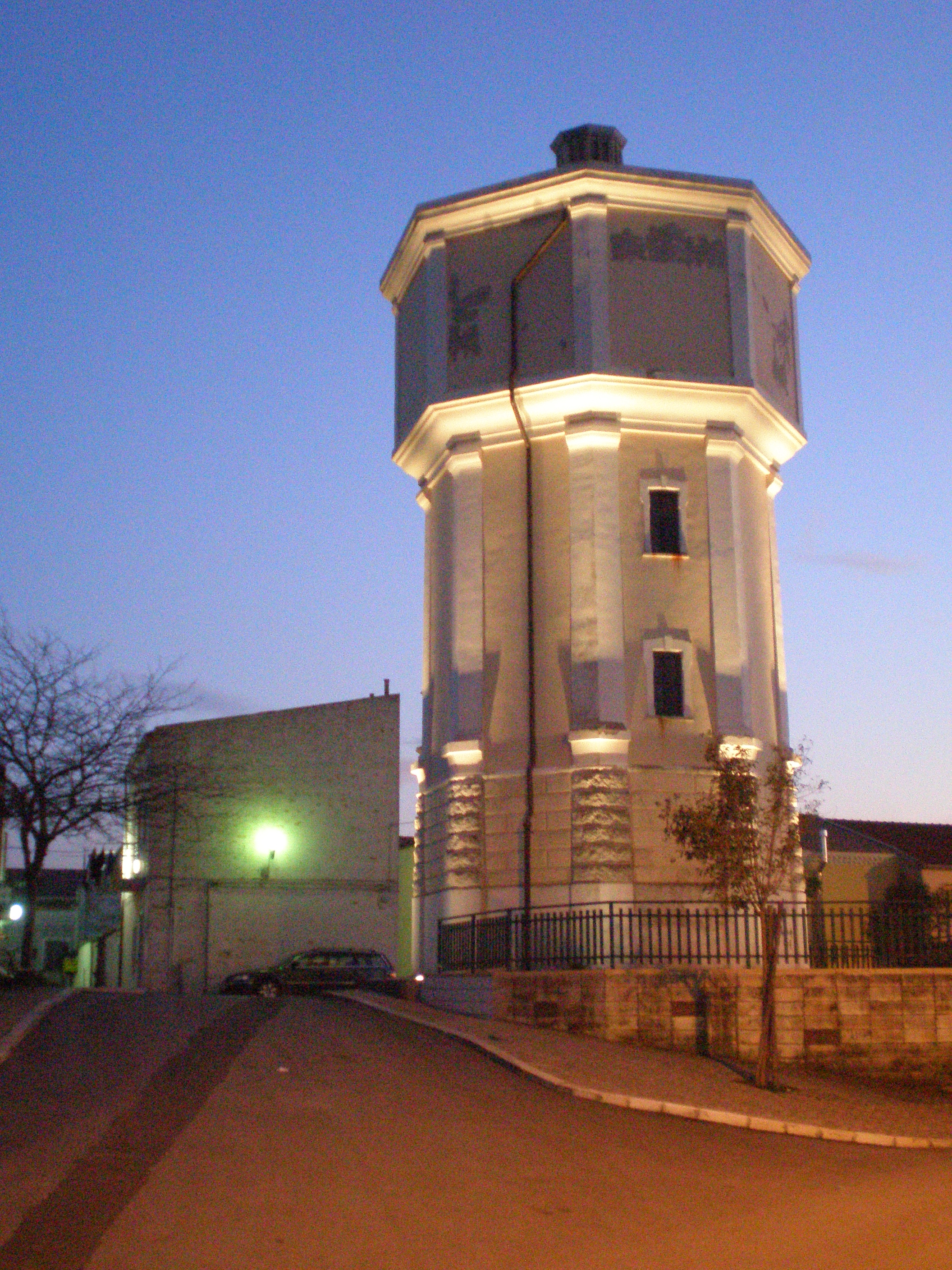
Torre piezometrica di Castelluccio dei Sauri

In corrispondenza del nodo idraulico di Gioia del Colle (40°45'34"N 16°53'1"E), il canale principale riceve le acque dello schema Sinni - Pertusillo, convogliate attraverso l'impianto di sollevamento di Parco del Marchese (40°34'48"N 16°51'8"E), in agro di Laterza (TA).
Il canale termina nel nodo idraulico di monte Fellone, in agro di villa Castelli (BR), dove ha origine l'ultima grande diramazione dello schema Sele - Calore: il grande sifone leccese, che si sviluppa come ramo unico fino al serbatoio di San Paolo, in agro di Salice Salentino (LE); da San Paolo hanno origine il ramo adriatico, a servizio della fascia adriatica del Salento, e il ramo ionico, a servizio della fascia Ionica.
Il canale principale venne progettato per una capacità di trasporto massima di circa 6,3 m³/s, ma a causa degli interventi di risanamento a seguito del sisma dell'Irpinia del 1980 e del crollo negli anni '90 di un tratto della galleria Pavoncelli, si è verificata una riduzione della capacità di trasporto a circa 4 m³/s. La portata in esubero viene convogliata mediante l'acquedotto dell'Ofanto, in attesa di interventi per il ripristino della capacità di trasporto originaria del canale principale. A tale scopo nel 1990 è iniziata la costruzione della galleria Pavoncelli bis, lunga 10 km e ultimata dopo tante interruzioni nel 2017. Si prevede una portata massima di circa 150 milioni di metri cubi all'anno. Nel settembre 2022 si è giunti all'accordo tra le regioni Campania e Puglia per la regolamentazione del trasferimento idrico interregionale, che riconoscerà la galleria appartenente all'Acquedotto Pugliese e il rilascio da parte della regione Puglia di 6 centesimi di euro a metro cubo di acqua alla regione Campania. Superate le fasi di collaudo, a marzo 2023 la nuova galleria risulta in corso di lavaggio prima di essere messa in esercizio.

## Gli altri grandi sistemi idrici

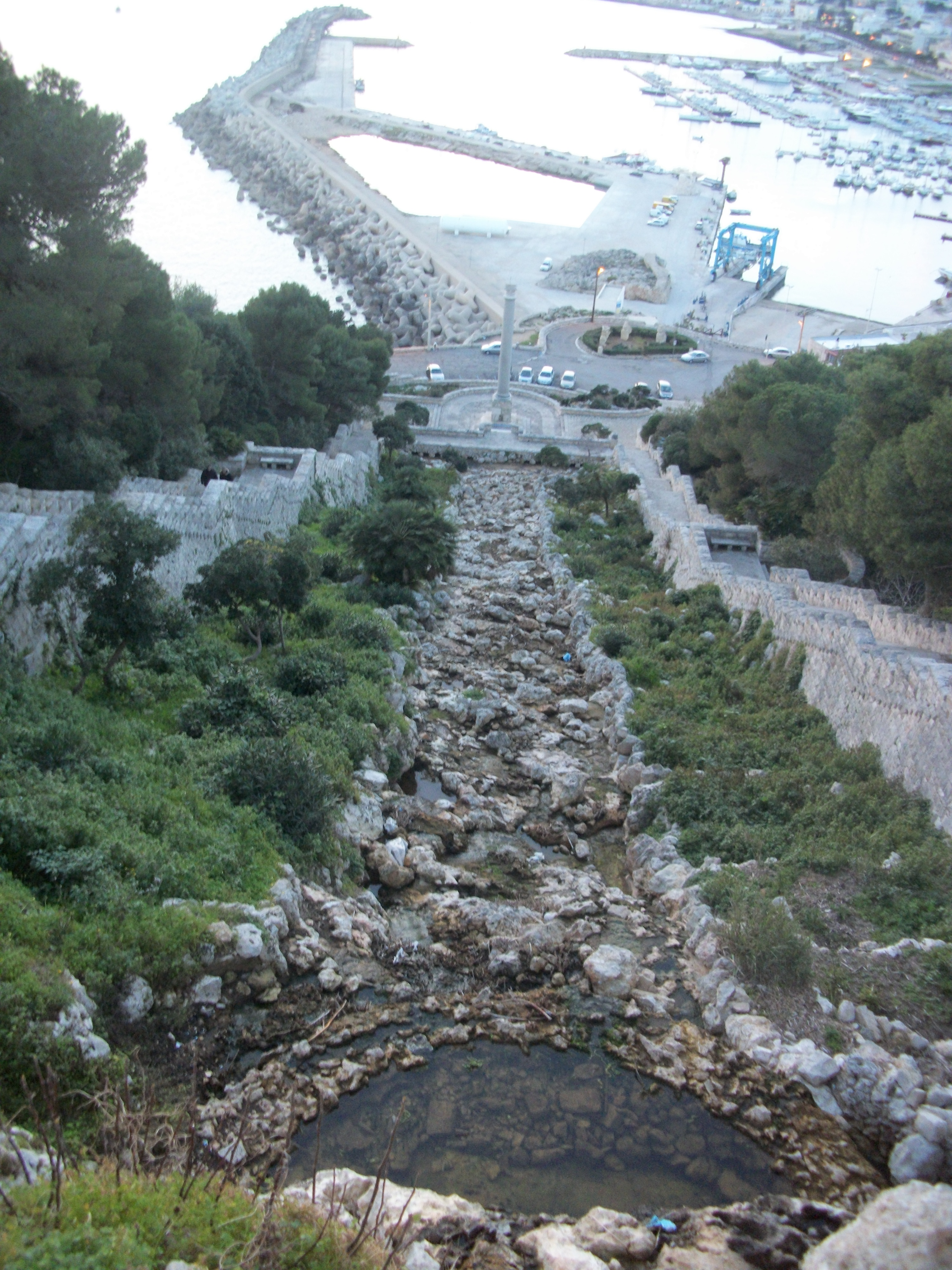
La scalinata monumentale posta alla fine dell'acquedotto a Leuca

Con l'inizio della ricostruzione postbellica, la dotazione idrica garantita dalle sole sorgenti del Sele risultò insufficiente a soddisfare i crescenti fabbisogni della popolazione. Furono, quindi, dapprima allacciate alcune sorgenti del fiume Calore ubicate in agro di Cassano Irpino, la cui portata viene convogliata, attraverso una galleria di valico lunga circa 13 km, fino all'inizio del Canale Principale, nel Comune di Caposele.
Successivamente, ebbe inizio la costruzione degli altri grandi acquedotti che garantiscono, attraverso un complesso sistema di interconnessioni, il servizio idrico in tutti gli abitati serviti. Ognuno di tali acquedotti prende il nome dalla sua fonte di approvvigionamento: Pertusillo-Sinni, Fortore, Ofanto, Locone.
Questi grandi sistemi idrici sono tra loro fortemente interconnessi, al fine di garantire ad ogni abitato della Puglia la possibilità di essere alimentato almeno da due di questi vettori idrici, così da garantire la continuità dell'erogazione idrica anche in caso di fuori servizio temporaneo di uno di essi. Il sistema di alimentazione idrico-potabile in Puglia, complesso ed articolato, è unico al mondo, considerando l'estensione della rete e le portate idriche.
Il contributo della falda idrica, tuttora importante, tende a diminuire a causa dell'impoverimento della stessa determinato da eccessivi prelievi ad opera di numerosi pozzi privati. Occorre considerare che la falda va preservata in quanto risorsa strategica, da utilizzare nei periodi di scarso apporto delle altre fonti determinato dalla ricorrente siccità.

### Acquedotto del Fortore
L'impianto del Fortore, con potenzialità produttiva di 2 400 L (2,4 m³) al secondo, è ubicato in località Masseria Finocchito in agro di Castelnuovo della Daunia (FG) e potabilizza l'acqua del fiume Fortore, invasata nella diga di Occhito - Carlantino (FG) che alimenta l'acquedotto del Fortore a servizio della Puglia settentrionale.
Entrato in esercizio nel 1975, ha uno sviluppo di circa 400 km ed è a servizio prevalentemente della provincia di Foggia.
Attualmente è interconnesso con lo schema idrico Sele - Calore, ma è in previsione il suo collegamento con l'acquedotto del Locone.

### Acquedotto del Pertusillo
L'acquedotto del Pertusillo è alimentato dall'invaso omonimo le cui acque sono potabilizzate nell'impianto di Missanello.
Tale acquedotto, in corrispondenza del nodo idraulico di Parco del Marchese, si interconette con quello idrico potabile del Sinni, alimentato dall'invaso di Senise, con potabilizzatore in agro di Laterza (TA). Nel nodo di Parco del Marchese l'acquedotto si biforca in due rami:
- quello meridionale che, a gravità, alimenta le provincie di Taranto, Brindisi e Lecce. A Ginosa si trova una torre idrica alta 130 m.[9]
- quello settentrionale che, mediante il sollevamento di Parco del Marchese, il più grande di Europa, alimenta prevalentemente le aree del Barese, attraverso la diramazione primaria denominata Gioia - Bari.

In corrispondenza nel nodo idraulico di Gioia del Colle, il ramo nord è interconnesso con il canale principale dello schema Sele - Calore.

### Acquedotto del Locone

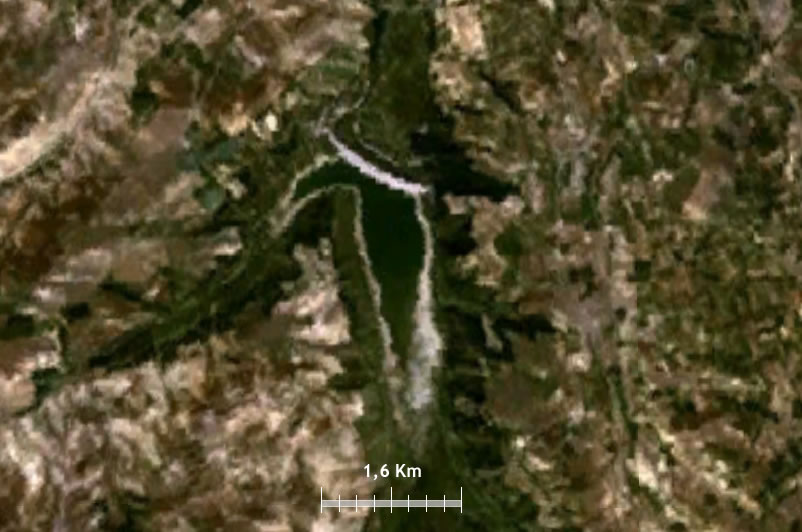
L'invaso del Locone visto dal satellite

L'impianto del Locone, con potenzialità produttiva massima di 1 800 L (1,8 m³) al secondo, è ubicato in contrada Lamalunga in agro di Minervino Murge (BT) e potabilizza l'acqua del torrente Locone, invasata nella diga del Locone - Minervino Murge.
L'acqua potabilizzata è convogliata, mediante sollevamento, al nodo idrico di Monte Carafa e viene immessa nella rete adduttrice idrica dell'acquedotto pugliese ad integrazione delle disponibilità idriche della Puglia centrale.
Nel 2009 è entrato in funzione il primo lotto funzionale dell'acquedotto del Locone a gravità che termina in corrispondenza del nodo idraulico di Barletta. È previsto un secondo lotto che terminerà nel serbatoio di Bari (lato Modugno) al fine di alimentare a gravità gli abitati costieri del nord-barese.
Nel 2020 è stato approvato il progetto di ampliamento ai comuni di Bisceglie, Giovinazzo, Molfetta fino ai quartieri di Bari Palese e Santo Spirito. L’opera si estende su circa 47 km, con una portata di 1 000 litri al secondo e per la sua realizzazione sono stati investiti 80 milioni di euro, con l’avvio delle procedure di gara previsto per il 2021. Nello stesso anno è avvenuto lo stanziamento di 75,2 milioni di euro per l’interconnessione degli acquedotti Ofanto-Locone e Fortore, che assicurerà 200 litri al secondo a Foggia, ma che in caso di siccità potrà raggiungere i 900 litri al secondo. Sarà permesso da una condotta lunga circa 60 km, con quasi 1 m di diametro e del peso di 18 000 t che andrà dalla disconnessione idraulica di Canosa di Puglia al nuovo serbatoio di Foggia, collegato con una condotta di 3 km all’acquedotto del Fortore. Insieme ad esso è previsto un sistema di monitoraggio della portata idrica, una stazione di clorazione, 40 pozzetti di scarico e 40 pozzetti di sfiato. L’ampliamento del Locone permetterà di compensare in Capitanata i deficit idrici del lago di Occhito, molto vulnerabile, e di ridurre i consumi dallo schema Sinni-Pertusillo, che alimenta maggiormente la Puglia meridionale. Acquedotto Pugliese prevede di appaltare i lavori entro giugno 2023 e di ultimarli entro il quarto trimestre 2026.

### Acquedotto dell'Ofanto
L'acquedotto dell'Ofanto, della lunghezza di 90 km, attualmente viene utilizzato per convogliare gli esuberi delle sorgenti del Sele e del Calore che non sono convogliabili con il Canale Principale con il quale è interconnesso in corrispondenza del nodo idraulico di Padula.
È stato realizzato per integrare gli schemi idrici della Puglia Centrale che fanno tutti capo al nodo idraulico di monte Carafa in agro di Andria, punto terminale dell'acquedotto dell'Ofanto.
È stato ultimato da pochi anni l'impianto di potabilizzazione di Conza alimentato dall'invaso omonimo sul fiume Ofanto, la cui potenzialità è di 1 m³/s.

### Posizioni delle torri d'acqua dell'Acquedetto del Sinni
- Monte Cotugno (40.179551 N 16.355930 E)
- Monte Cotugno (40.184392 N 16.355217 E)
- Cozzo Madonna della Rocca (40.180201 N 16.443070 E)
- Anglona (40.240877 N 16.588293 E)
- Montalbano Jonico (40.286681 N 16.617908 E)
- Marconia (40°22'45"N 16°41'9"E)
- Ginosa (40°30'55"N 16°45'53"E)

### Posizioni di torri idriche alimentate da altre linee d'acqua dell'AQP
- Ferrandina (40°30'15"N 16°26'39"E)
- Mariotto (41°3'2"N 16°33'3"E)
- Grumo Appula (40.993994 N 16.712230 E)
- Sammichele di Bari (40.867834 N 16.916660 E)
- Laterza (40°37'34"N 16°50'24"E)
- Foggia (41°30'16"N 15°34'50"E)
- Foggia (41°28'29"N 15°35'47"E)
- Sannicandro di Bari (41°1'9"N 16°46'44"E)
- Grottaglie (40°33'14"N 17°26'23"E)

### Stato attuale infrastrutture

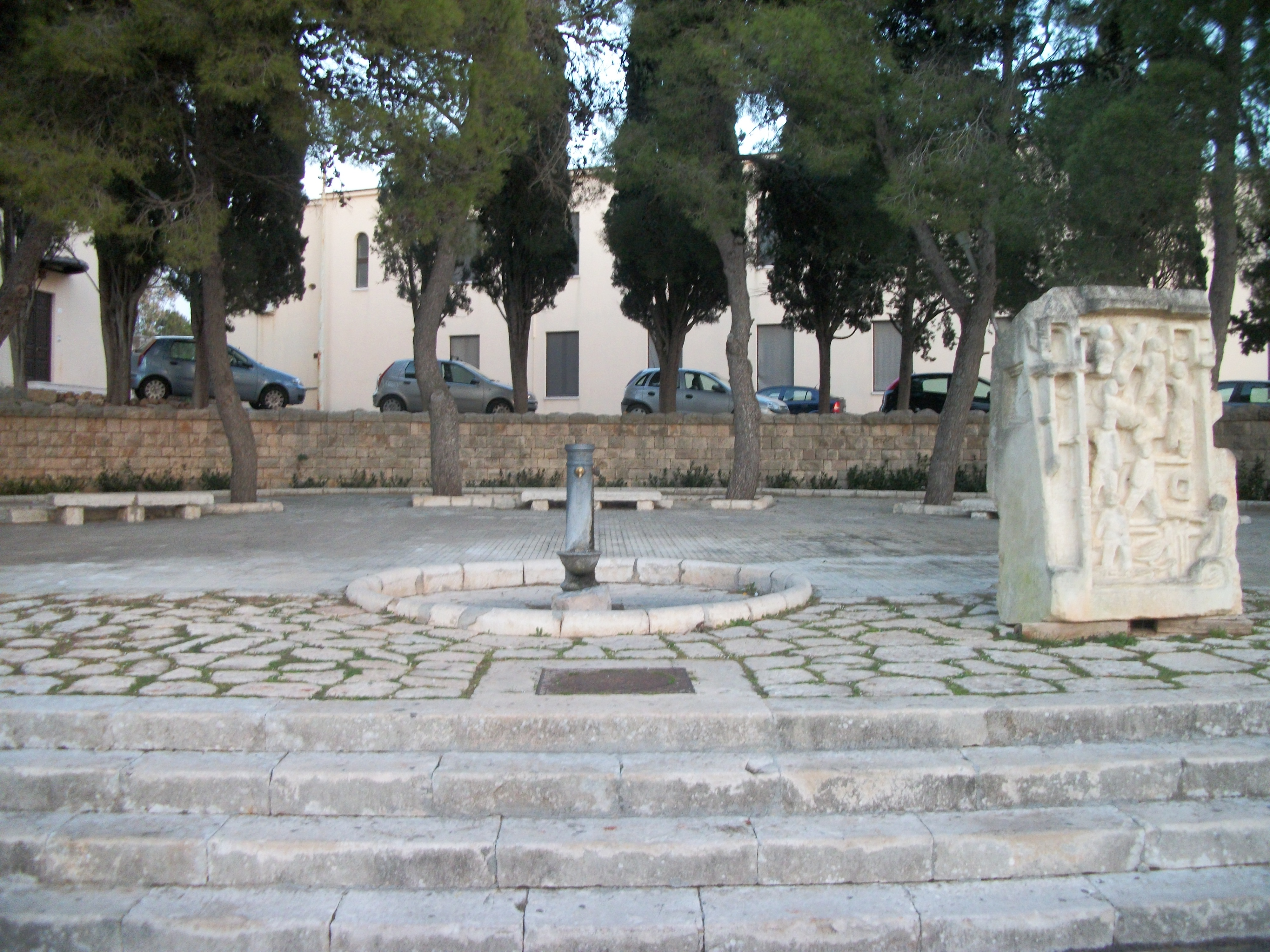
L'ultima fontana dell'acquedotto a Leuca, nei pressi della Basilica de finibus terrae

L'Acquedotto Pugliese S.p.a. è impegnato in una rilevante opera di ammodernamento e potenziamento delle infrastrutture per aderire alle rinnovate esigenze del tessuto territoriale servito, tenendo conto del progressivo inaridimento delle fonti tradizionali di approvvigionamento (bacini artificiali di raccolta, pozzi artesiani).
L'azienda gestisce reti idriche per oltre 21 000 km (30 volte la lunghezza del Po), poco più di 10 000 km di reti fognarie e 182 depuratori; è impegnata in un'importante opera di ammodernamento e potenziamento.
Tra le azioni più significative, la realizzazione di un innovativo sistema di telecontrollo delle reti che garantirà una gestione razionale della risorsa disponibile, un piano straordinario di ricerca delle perdite e di risanamento delle reti per un importo di 151 milioni di Euro, la realizzazione di dissalatori, potabilizzatori e nuove condotte adduttrici.
Nel merito basti sapere che "le percentuali significative" di perdite fisiche ammontano a circa il 36%. I costi della tariffa sono determinati ai sensi del DM del 1996, applicando il cosiddetto "metodo normalizzato".
Eventuali confronti con altre esperienze territoriali non sono praticabili per le peculiarità dell'acquedotto pugliese che lo rendono unico in Italia.
Tra queste, ricordiamo la necessità di reperire risorsa idrica da altre regioni, con alti costi di energia per il trasporto e laboriosi processi di potabilizzazione, che consentono di ottenere un'acqua di ottima qualità e adatta a tutte le fasce di utenza.
Dal 2009 Acquedotto Pugliese S.p.A., nello stabilimento Aseco di Marina di Ginosa, produce compost che ricava dai fanghi provenienti dai depuratori, dalla frazione organica della raccolta differenziata e dai residui vegetali.

### Centrali idroelettriche
Sono presenti 13 impianti idroelettrici che sfruttano alcuni salti d'acqua lungo il percorso dell'acquedotto, per una produzione totale di 6,67 MW. Essi sono situati tra Villa Castelli, Andria, Corato, Gioia del Colle e Barletta. L'Aqp nel 2018 ha avuto un consumo di circa 523 000 000 kWh pari allo 0,16% del consumo nazionale, dei quali 5.100.0 kWh provengono da fonti rinnovabili (anche fotovoltaico ed eolico), consentendo un risparmio di 2 072 t di CO₂. Con l'ampliamento dell'acquedotto del Locone è prevista la costruzione di un altro impianto idroelettrico nel salto tra Monte Carafa e il potabilizzatore del Locone. Con l'aumento delle fonti rinnovabili, nel 2020 sono stati prodotti 7,2 GWh. Insieme alla costruzione della Galleria Pavoncelli bis è stata aperta una centrale idroelettrica nel comune di Caposele, in Campania.

### Depuratori

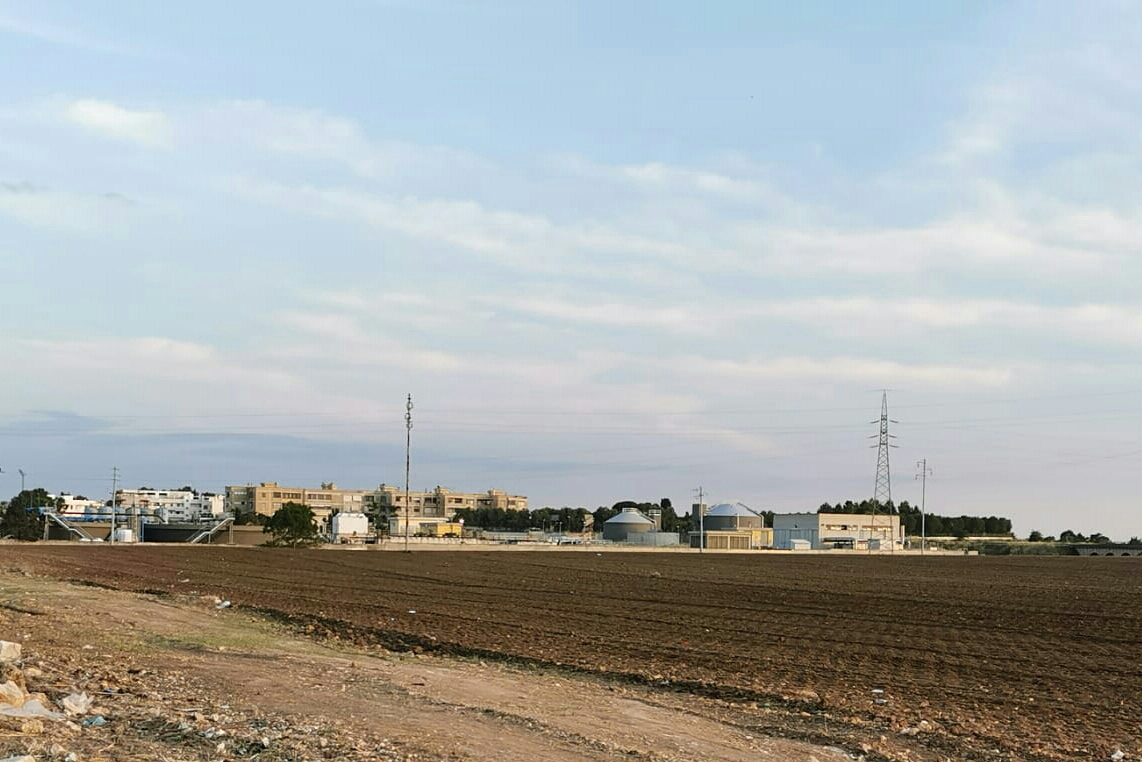
Uno dei depuratori

Per il trattamento delle acque reflue l'acquedotto dispone di 185 impianti di depurazione, generando 244 000 t annue di fanghi, per smaltire i quali si versano 29 milioni di Euro. Con lo scopo di ottimizzare queste operazioni, quindi, sono in corso dei programmi di ammodernamento dei depuratori, che comprendono centrifughe e serre solari d'essiccamento con le quali disidratare i fanghi, riducendone la quantità. In una prima parte di questo progetto saranno coinvolti 60 impianti, con cui si prevede di ridurre di 100 000 t annue (il 40% del totale) i fanghi prodotti. Altri progetti riguardano il riutilizzo delle acque in agricoltura, evitando di andare ad intaccare le falde considerando i 250 milioni di metri cubi d'acqua all'anno, e già in atto in diverse località, oltre che l'utilizzo successivo dei fanghi. Questi, infatti, possono essere usati, come ammendanti o sfruttati per la produzione di energia, come avviene già a Lecce, dove un impianto di digestione anaerobica dei fanghi ricava del biogas che va ad alimentare un motore endotermico a 12 cilindri da 528 kW di energia termica ed un generatore da 404 kW di energia elettrica. L'AQP sta realizzando 14 impianti per la disidratazione dei fanghi di scarto dai depuratori. Il primo di questi verrà realizzato a Manfredonia e disporrà di una serra solare con la capacità di essiccare al 90% 6800 t all'anno di fanghi. In questo modo si riduce la quantità di fango da smaltire, che può essere successivamente usato nella concimazione.

## Informazioni societarie
Azionariato:

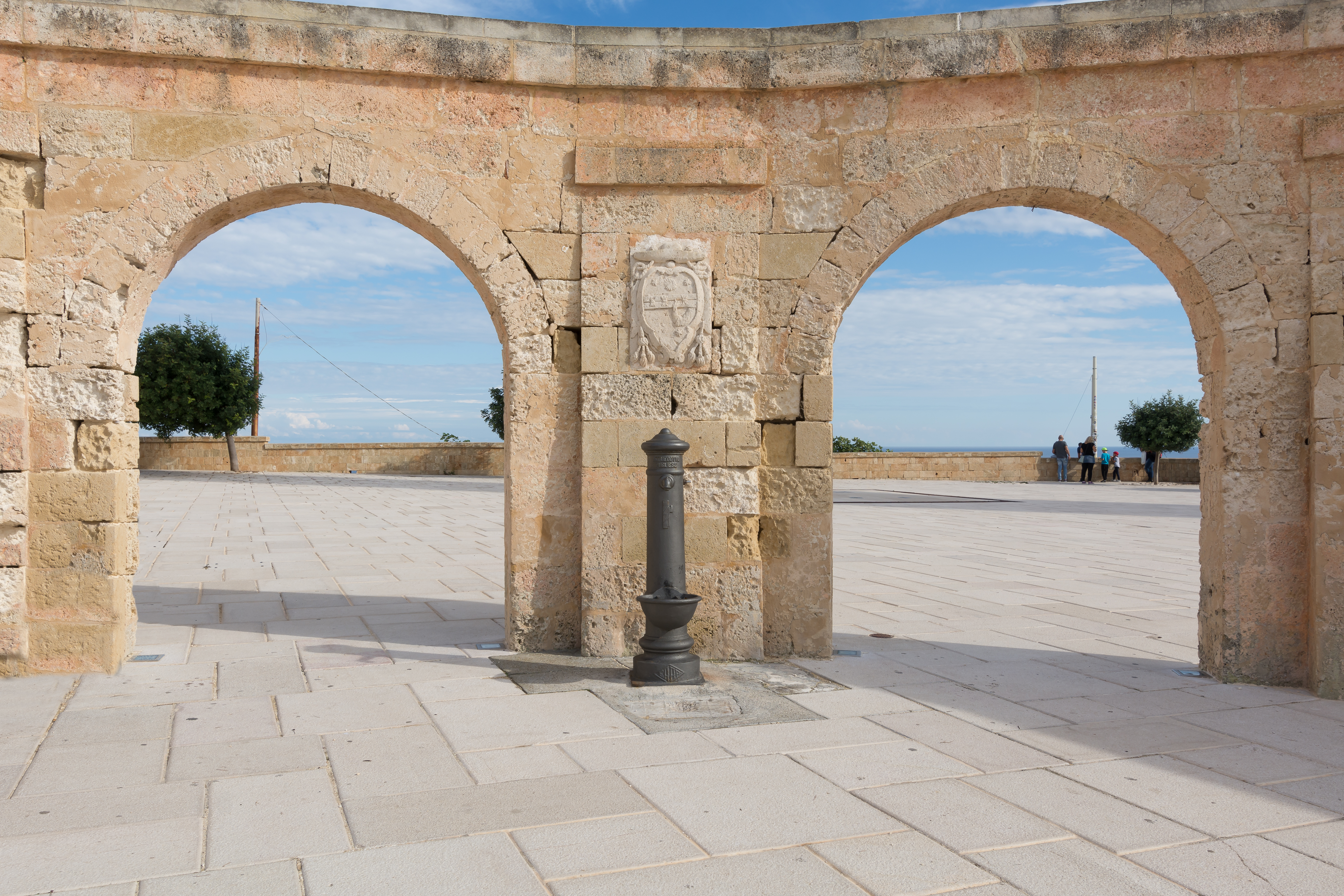
Fontanella situata a Leuca

- Regione Puglia: 100% (spa a socio unico)[18]

Società partecipate:
- Aseco SpA

## I palazzi dell'acquedotto

### Il palazzo di Altamura
Il palazzo di Altamura fu costruito nella parte più alta della città per poter servire non solo da serbatoio ma anche quale sede di uffici costruiti in fregio alla vasca centrale della riserva idrica. Il rivestimento è in bugnato.

### Il palazzo di Bari

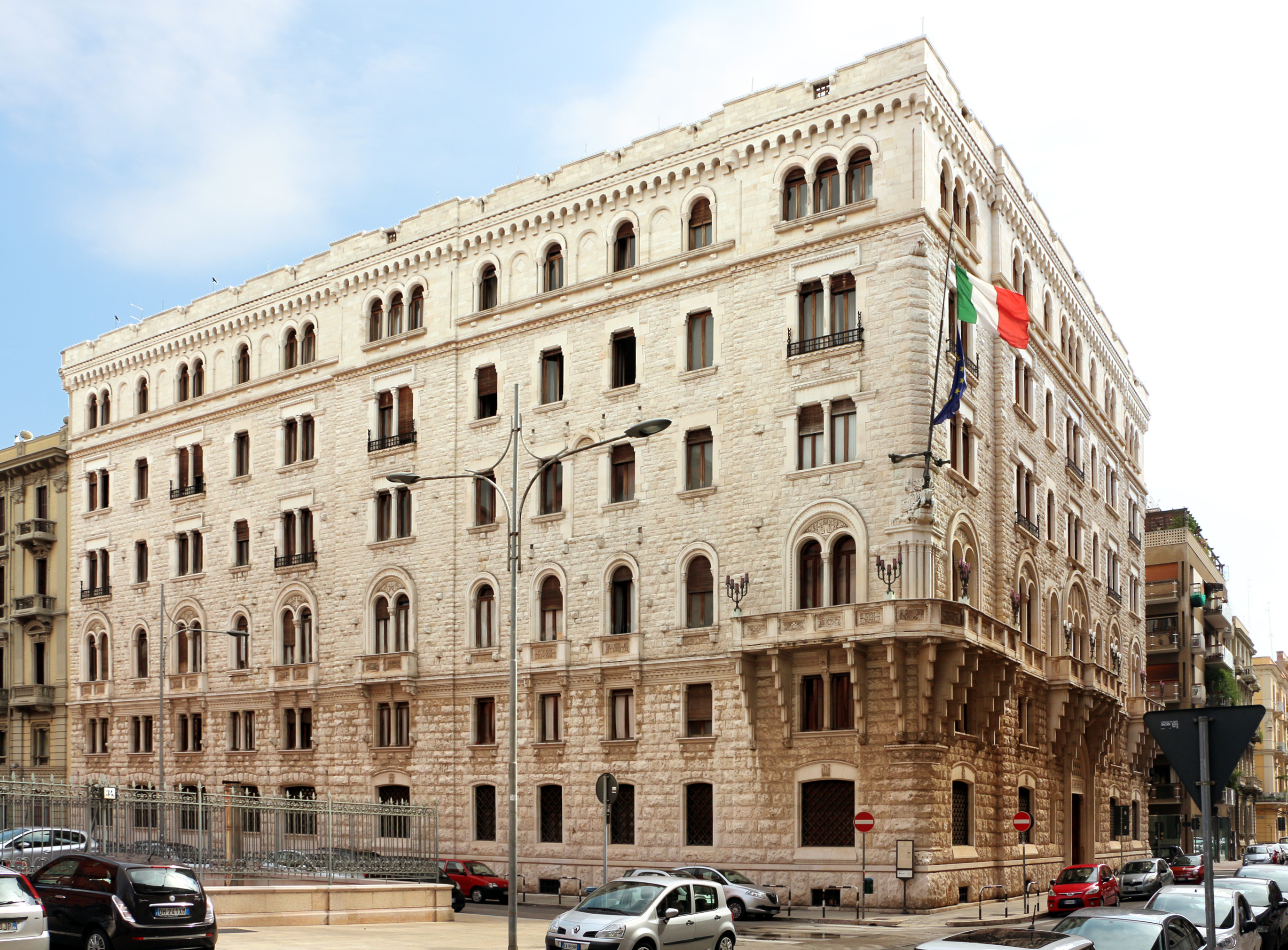
Bari - Palazzo dell'Acquedotto Pugliese

Il palazzo dell'acquedotto di Bari, ubicato nel quartiere Umbertino, è un edificio in cemento armato progettato dall'ingegnere Cesare Vittorio Brunetti, con la collaborazione di Michele Salvati, quale sede amministrativa, tecnica e di rappresentanza dell'Ente, e fu completato nel 1932. Gli esterni in stile neoromanico richiamano le architetture della Puglia e si contrappongono alle decorazioni liberty degli interni, opera di Duilio Cambellotti, che si ispirano al tema dominate dell'acqua. Oggi vi è ospitato un museo di storia dell'Acquedotto Pugliese.

### Il palazzo di Foggia
Fu eretto in stile liberty nel 1926, anch'esso secondo il progetto dell'ingegnere Cesare Vittorio Brunetti.

## Curiosità
La sigla AQP con cui viene definito l'Acquedotto Pugliese S.p.A., deriva dal primo logo utilizzato dalla società per azioni per sostituire l'ormai storico simbolo dell'Ente autonomo (costituito da una losanga con inscritta la sigla EAAP).
Tale logo era costituito da due parentesi tonde, con interposta una lingua di colore azzurro, comprese tra le lettere A (per acquedotto) e P (per pugliese).
Il simbolo intermedio schematizzava la sezione del Canale Principale da cui fuoriusciva un rivolo di acqua; tale simbolo però assomigliava molto ad una Q, da cui l'equivoco che ha determinato la sigla.
Il 24 aprile 2015, in occasione del centenario dell'inaugurazione della prima Fontana a Bari dell'acqua del Sele, l'A.R.I sezione di Bari ha promosso un contest radioamatoriale con nominativo speciale II7AQP.

## Riferimenti normativi
- Decreto legislativo 11 maggio 1999, n. 141. - Trasformazione dell'Ente autonomo acquedotto pugliese in società per azioni, a norma dell'articolo 11, comma 1, lettera b), della legge 15 marzo 1997, n. 59.